# Malmö inre fyr
Malmö inre fyr är en nerlagd fyr i inre hamnen i Malmö.
Fyren byggdes av 
Malmö stad år 1878 på platsen för en tidigare fyr i trä från 1822. Den nya fyren 
ritades av bröderna Axel och Hjalmar Kumlien och senare samma år  övertogs den av Lotsverket som drev den till 1936.
Fyren består av ett cirka 20 meter högt åttkantigt torn av järn med en sockel av gult eldfast tegel på en fot av granit. Fyrapparaten försågs med en fotogenlampa och en fresnellins av tredje storleken. År 1898 byttes fotogenlampan ut mot en Auerlampa och 1924 elektrifierades fyren. Den helautomatiserades 1934 och släcktes två år senare.
Fyren återlämnades till Malmö stad år 1938. Sedan dess visar den bara ett symboliskt ljus, som tänds och släcks samtidigt med gatubelysningen.